# Avgoustinos (Labardakis)
Avgoustinos (světským jménem: Georgios Labardakis; * 7. února 1938, Voukolies) je řecký pravoslavný duchovní Konstantinopolského patriarchátu, arcibiskup a metropolita Německa.

## Život
Narodil se 7. února 1938 v jednotce Chania na Krétě.
Roku 1960 dokončil Teologickou školu Chalki. Poté šest let studoval teologii a filosofii na Salcburské univerzitě a poté na univerzitě v Münsteru a Svobodné univerzitě Berlín.
Dne 10. dubna 1960 byl v Istanbule arcibiskupem krétským Eugeniem (Psalidakisem) byl rukopoložen na diákona a 30. srpna 1964 byl v Eitorfu metropolitou německým Polyefktosem (Finfinisem) rukopoložen na jereje. Byl povýšen na archimandritu a stal se představeným chrámu svatého Mikuláše v Berlíně, kde sloužil do roku 1972. Zároveň šest let vyučoval pravoslavnou teologii na univerzitě v Berlíně.
Roku 1972 byl Svatým synodem Konstantinopolského patriarchátu zvolen biskupem elaiaským a vikarijním biskupem metropolie Německo.
Dne 26. března 1972 proběhla ve Frankfurtu nad Mohanem jeho biskupská chirotonie.
Pracoval na stavbě chrámu Nanebevstoupení Páně v Berlin-Steglitz a také usiloval o uznání německé metropolie jako právnické osoby v Německu.
V letech 1973-1979 byl předsedou Ekumenické rady Berlína a v letech 1976-1982 místopředsedou Konference evropských církví pro zahraniční pracovníky se sídlem v Bruselu. Roku 1978 byl zvolen místopředsedou Rady křesťanských církví v Německu.
Dne 20. září 1980 byl zvolen hlavou německé metropolie. Slavnostní intronizace proběhla 8. listopadu 1980 v katedrálním chrámu Svaté Trojice v Bonnu.
Působil jako předseda výboru Konstantinopolského patriarchátu pro teologický dialog s evangelickou církví Německa, spolupředsedou smíšeného výboru německé metropolie a římskokatolické církve Německa, spolupředsedou smíšeného výboru evangelické církve Německa a kanonické pravoslavné církve Německa. Od roku 1996 - předseda Německé ekumenické rady pro podporu pravoslavných kněží všech pravoslavných církví zastoupených v Německu.
V letech 2005-2006 byl členem Svatého synodu Konstantinopolského patriarchátu.